# Astonishing Spider-Man
Astonishing Spider-Man è una serie a fumetti incentrata sul personaggio dell'Uomo Ragno e pubblicata nel Regno Unito dalla Marvel UK.